# Marwan Issa
Marwan Issa (in arabo مروان عبد الكريم عيسى‎?; Bureij, 1965 – Nusayrat, 10 marzo 2024) è stato un miliziano palestinese, vicecomandante delle Brigate ʿIzz al-Dīn al-Qassām, il braccio armato di Hamas nella Striscia di Gaza.

## Biografia
Nato nel 1965 nel campo profughi di Bureij, Marwan Issa venne inserito nel 2024 assieme a Mohammed Deif e Yahya Sinwar nelle liste dei terroristi redatte da Unione Europea e Stati Uniti d'America.
Morì il 10 marzo 2024, ucciso in un attacco aereo durante la guerra di Gaza.